# 結希レイナ
結希 レイナ（ゆうき れいな、1990年7月10日 - ）は、日本のAV女優。

## 略歴
- 2009年5月22日、MAX-Aから「ROOKIE'S　結希レイナ」でデビュー。

## リリース作品

### アダルトビデオ
- MAX GIRLS 17（2009年5月8日、マックス・エー）オムニバス作品 他出演:夏咲まりみ 希志あいの 藤崎セシル 安堂エリカ 安藤美沙 椎名ゆな
- ROOKIE'S　結希レイナ（2009年5月22日、マックス・エー）
- MAX GIRLS 19（2009年7月10日、マックス・エー）オムニバ式作品 他出演:伊東遥 光月夜也（林絵里） 中野愛里 希志あいの 藤崎りお 夏咲まりみ 卯月麻衣 安藤美沙 椎名ゆな 中野恭子
- お掃除フェラ好きな女子校生 結希レイナ（2009年7月24日、マックス・エー）
- MAX GIRLS 20（2009年8月14日、マックス・エー）オムニバス作品 他出演:伊東遥 Rio（柚木ティナ） 中野愛里朝日奈あかり 藤崎りお 安藤美沙 椎名ゆな 叶桃花 一ノ瀬アメリ
- 絶頂アクメ40連発!! 結希レイナ（2009年8月28日、マックス・エー）
- 世界で一番美しいニューハーフ 星崎かのん（2009年10月16日、北都/ROOKIE）
- 肛門クラッシャー 結希レイナ（2011年4月25日、北都/ダスッ!）

## 出演

### テレビ番組
- アリケン（2009年4月25日、テレビ東京）- 「女子を見る目を養え!アリケンブラックジャック」
- 志村&鶴瓶のアブない交遊録（2011年1月2日、テレビ朝日）